# Bacillus rossius
Bacillus rossius är en insektsart. Bacillus rossius ingår i släktet Bacillus och familjen Bacillidae.

## Underarter
Arten delas in i följande underarter:
- B. r. rossius
- B. r. tripolitanus
- B. r. redtenbacheri
- B. r. montalentii
- B. r. medeae
- B. r. catalauniae
- B. r. lobipes

## Bildgalleri

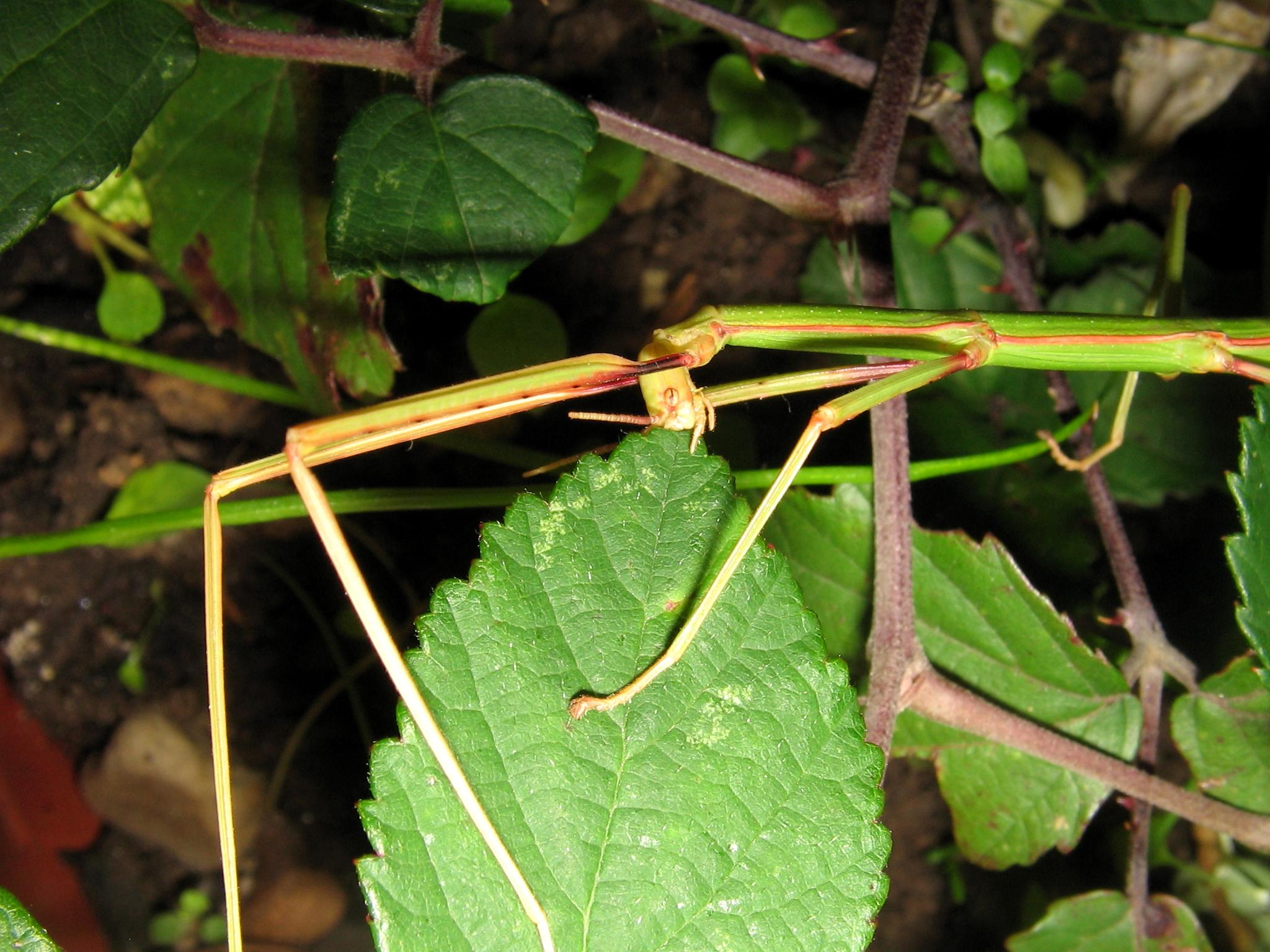
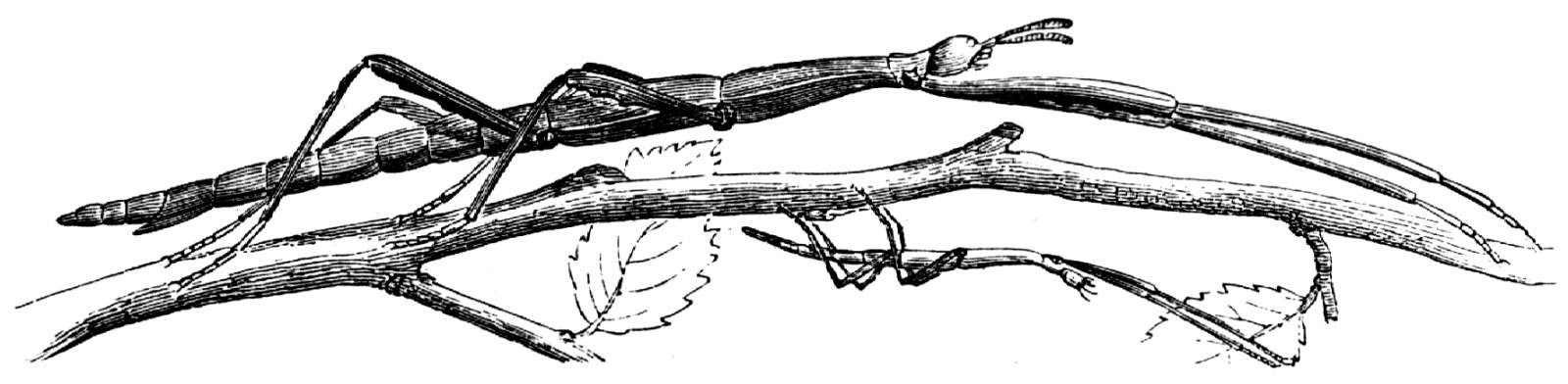
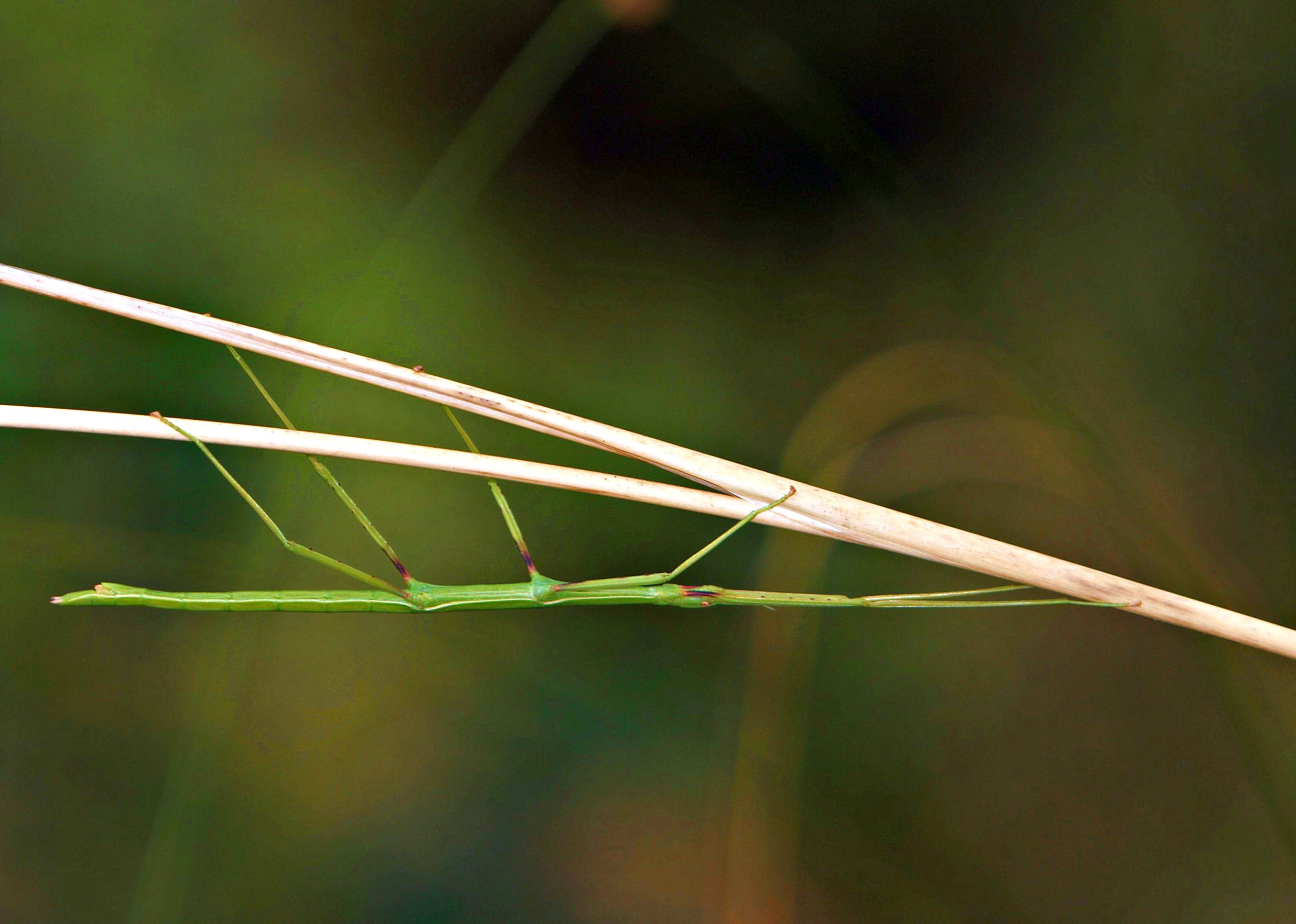
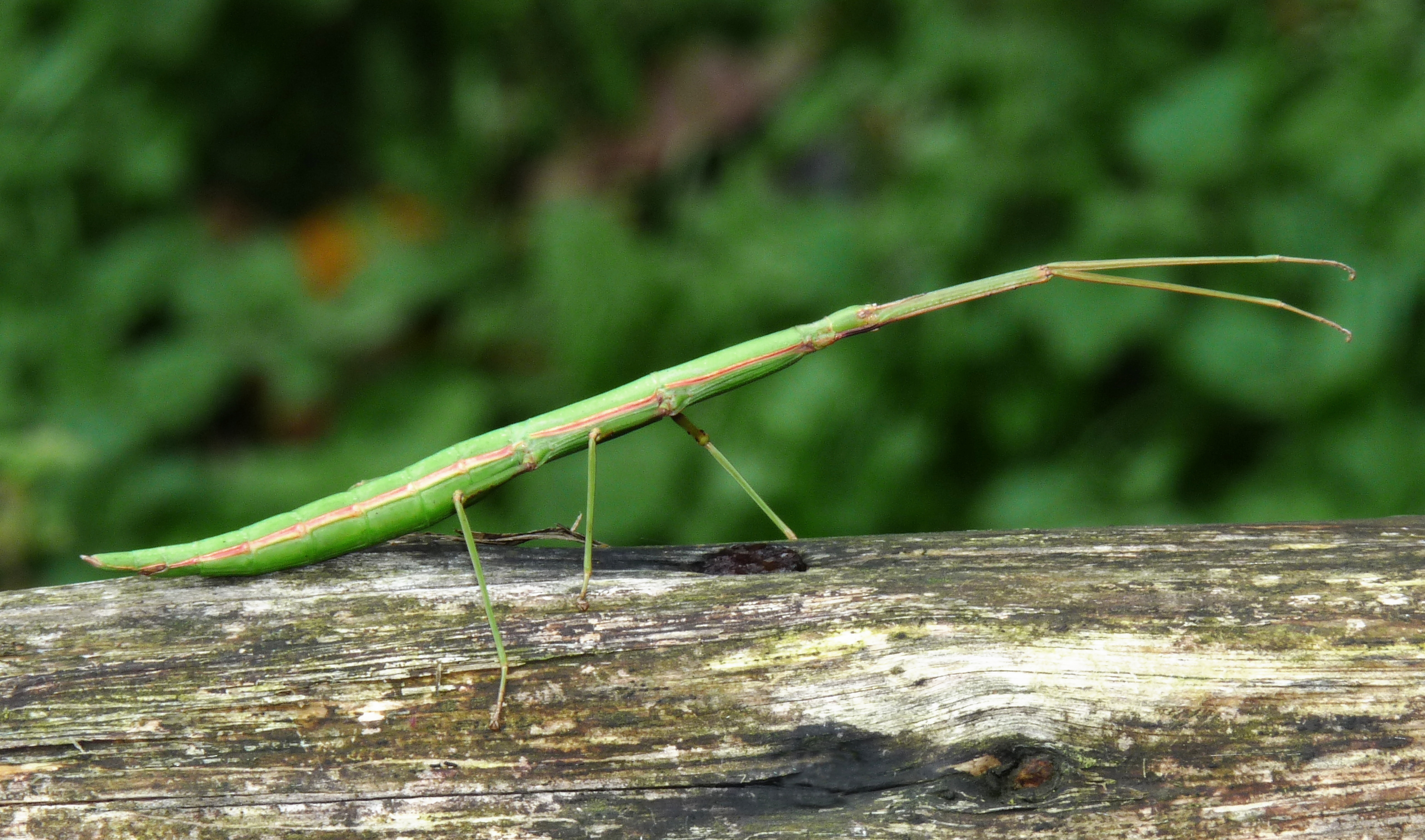
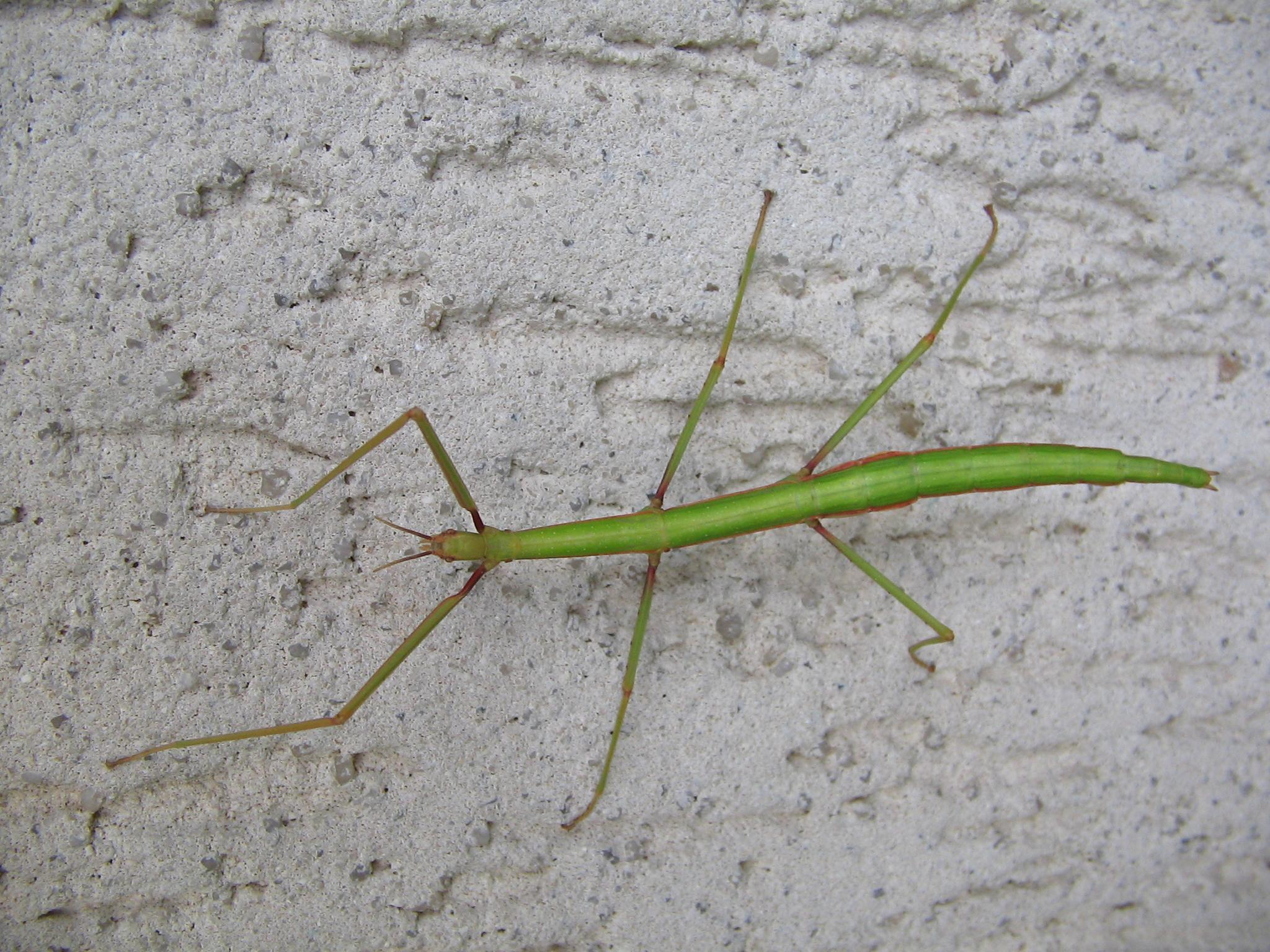
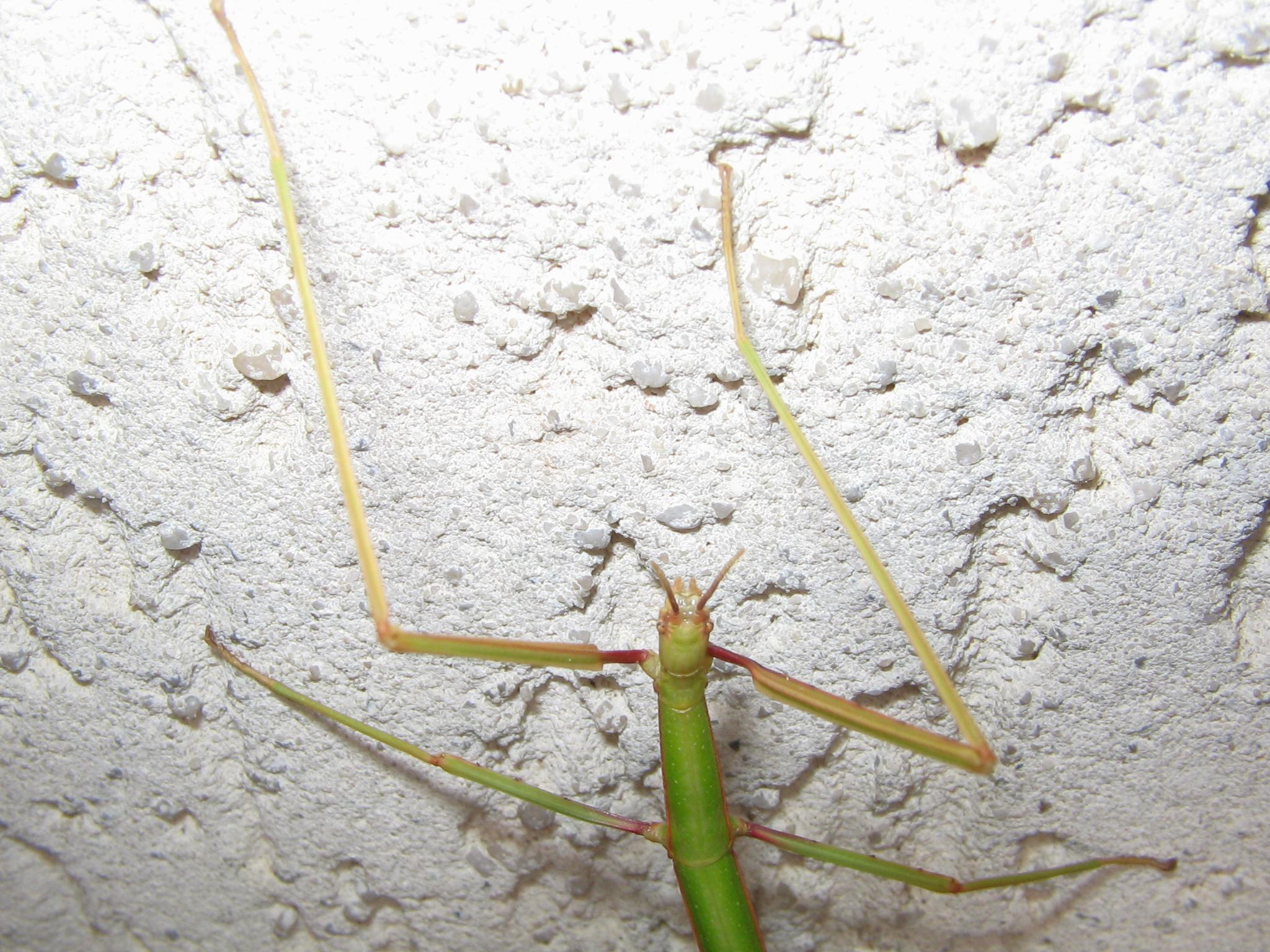